# Robert Wayne Thomas
Wayne Thomas (Ottawa, Canadá; 9 de octubre de 1947 – Falmouth, Massachusetts; 16 de julio de 2025) fue un jugador, entrenador y directivo de hockey sobre hielo canadiense que jugó nueve temporadas con tres equipos en la NHL en la posición de guardameta.

## Biografía

### Tras el retiro
Luego de retirarse como jugador pasó a ser entrenador de guardametas de los New York Rangers, uno de los primeros en su puesto en el hockey profesional. En enero de 1981 Thomas fue el tercero en ocupar el cargo de entrenador de guardametas de los Rangers solo después de John Davidson y Doug Soetaert luego de que Craig Patrick viera que era útil como entrenador; Thomas fue anunciado como entrenador de guardametas el 28 de enero. Se mantuvo en el puesto hasta que finalizó la temporada de 1984–85.
En 1985 Thomas pasó a dirigir a los Salt Lake Golden Eagles de la International Hockey League (IHL), equipo filial de los Rangers. En su segundo año en el cargo los Golden Eagles ganaron la Turner Cup y Thomas  ganó el Commissioner's Trophy como entrenador del año.
En 1986 regresó a la NHL como entrenador asistente de los Chicago Blackhawks, principalmente centrando su trabajo como entrenador de guardametas junto a Mike Vernon con los Golden Eagles, Glen Hanlon y John Vanbiesbrouck con los Rangers. Con el entrenador Bob Murdoch Thomas se enfocó en el desarrollo de Jimmy Waite y Ed Belfour en la posición de guardametas. En la temporada de 1989–90 Thomas fue entrenador de equipo filial de los St. Louis Blues en la IHL, los Peoria Rivermen. En enero de 1990 los Blues lo nombraron temporalmente como entrenador de guardametas de St. Louis luego de consultarle a los encargados de desarrollo de jugadores Vincent Riendeau y Curtis Joseph. En el verano de ese año Thomas fue nombrado entrenador asistente de los Blues, centrado en guardametas por orden del entrenador Brian Sutter por su experiencia. Thomas se mantuvo en el cargo en 1992 cuando St. Louis reemplazó a Sutter con Bob Plager.
En 1993 Thomas se fue de los Blues para unirse a los San Jose Sharks como asistente de entrenador y asistente de gerente general. Se mantuvo en el cargo hasta la temporada 1995–1996 cuando pasó a ser solo asistente del gerente general. Fue nombrado vicepresidente de los Sharks en 2001, puesto en el que se mantuvo hasta su jubilación en 2015.

### Vida personal y muerte
Thomas se graduó de bachiller en educación física en la Universidad de Wisconsin-Madison. Él y su esposa Barb tuvieron dos hijas.
Thomas murió de cáncer en Falmouth, Massachusetts el 16 de julio de 2025 a los 77 años.

## Estadísticas
| 1964–65   | Ottawa Capitals       | CCHL      | —   | —   | —  | —  | —      | —   | —  | —    | —    | —  | — | — | —   | —  | — | —    | —    |
| 1965–66   | Ottawa Capitals       | CJHL      | —   | —   | —  | —  | —      | —   | —  | —    | —    | —  | — | — | —   | —  | — | —    | —    |
| 1966–67   | Ottawa Capitals       | CJHL      | —   | —   | —  | —  | —      | —   | —  | —    | —    | —  | — | — | —   | —  | — | —    | —    |
| 1966–67   | Morrisburg Combines   | Al-Cup    | —   | —   | —  | —  | —      | —   | —  | —    | —    | 3  | 0 | 2 | 127 | 13 | 0 | 6.14 | —    |
| 1967–68   | Wisconsin Badgers     | NCAA      | —   | —   | —  | —  | —      | —   | —  | —    | —    | —  | — | — | —   | —  | — | —    | —    |
| 1968–69   | Wisconsin Badgers     | WCHA      | 16  | 9   | 6  | 1  | 943    | 44  | 2  | 2.80 | .901 | —  | — | — | —   | —  | — | —    | —    |
| 1969–70   | Wisconsin Badgers     | WCHA      | 21  | 14  | 7  | 0  | 1250   | 60  | 1  | 2.88 | —    | 4  | 3 | 1 | 240 | 10 | 0 | 2.50 | —    |
| 1970–71   | Montreal Voyageurs    | AHL       | 33  | 8   | 17 | 6  | 1845   | 111 | 1  | 3.57 | —    | 3  | 0 | 3 | 179 | 12 | 0 | 4.02 | —    |
| 1971–72   | Nova Scotia Voyageurs | AHL       | 41  | 22  | 8  | 10 | 2393   | 100 | 1  | 2.51 | —    | —  | — | — | —   | —  | — | —    | —    |
| 1972–73   | Montreal Canadiens    | NHL       | 10  | 8   | 1  | 0  | 583    | 23  | 1  | 2.37 | .911 | —  | — | — | —   | —  | — | —    | —    |
| 1972–73   | Nova Scotia Voyageurs | AHL       | 6   | —   | —  | —  | 300    | 8   | 1  | 1.60 | —    | —  | — | — | —   | —  | — | —    | —    |
| 1973–74   | Montreal Canadiens    | NHL       | 42  | 23  | 12 | 5  | 2410   | 111 | 1  | 2.76 | .905 | —  | — | — | —   | —  | — | —    | —    |
| 1975–76   | Toronto Maple Leafs   | NHL       | 64  | 28  | 24 | 12 | 3684   | 196 | 2  | 3.19 | .900 | 10 | 5 | 5 | 587 | 34 | 1 | 3.48 | .906 |
| 1976–77   | Toronto Maple Leafs   | NHL       | 33  | 10  | 13 | 6  | 1799   | 116 | 1  | 3.87 | .890 | 4  | 1 | 2 | 201 | 12 | 0 | 3.58 | .886 |
| 1977–78   | New York Rangers      | NHL       | 41  | 12  | 20 | 7  | 2349   | 141 | 4  | 3.60 | .883 | 1  | 0 | 1 | 60  | 4  | 0 | 4.00 | .852 |
| 1978–79   | New York Rangers      | NHL       | 31  | 15  | 10 | 3  | 1666   | 101 | 1  | 3.64 | .866 | —  | — | — | —   | —  | — | —    | —    |
| 1979–80   | New York Rangers      | NHL       | 12  | 4   | 7  | 0  | 664    | 44  | 0  | 3.98 | .873 | —  | — | — | —   | —  | — | —    | —    |
| 1979–80   | New Haven Nighthawks  | AHL       | 5   | 5   | 0  | 0  | 280    | 11  | 0  | 2.36 | .927 | —  | — | — | —   | —  | — | —    | —    |
| 1980–81   | New York Rangers      | NHL       | 10  | 3   | 6  | 1  | 597    | 34  | 0  | 3.42 | .868 | —  | — | — | —   | —  | — | —    | —    |
| Total NHL | Total NHL             | Total NHL | 243 | 103 | 93 | 34 | 13,743 | 766 | 10 | 3.34 | .891 | 15 | 6 | 8 | 848 | 50 | 1 | 3.54 | .898 |